# Тохадзе, Гиви Максимович
Ги́ви Макси́мович Тоха́дзе (груз. გივი მაქსიმეს ძე თოხაძე; 20 октября 1922, Поти, ЗСФСР, СССР — 25 ноября 2010, Тбилиси, Грузия) — советский и грузинский актёр театра и кино. Заслуженный артист Грузинской ССР (1969). Народный артист Грузинской ССР (1982).

## Биография
Родился 20 октября 1922 года в Поти.
Участник Великой Отечественной войны. В боях под Моздоком был ранен.
В 1949 году окончил Тбилисский театральный институт им. Ш. Руставели и в том же году был принят в труппу театра им. Ш. Руставели. С 1956 года — актёр киностудии «Грузия-фильм».
Скончался 25 ноября 2010 года в Тбилиси.

## Фильмография
- 1956 — Баши-Ачук — князь Эристави
- 1956 — Тень на дороге — эпизод
- 1957 — Последний из Сабудара — Ушанги
- 1959 — День последний, день первый — Георгий
- 1959 — Любой ценой — грузчик-военнопленный
- 1960 — Кёроглы — Мамед
- 1961 — На берегах Ингури — эпизод
- 1961 — Костры горят — Окроир Метревели
- 1965 — Простите, вас ожидает смерть — лейтенант
- 1967 — Иные нынче времена
- 1967 — На диком бреге — Капанадзе, парторг
- 1968 — Распятый остров — эпизод
- 1969 — Угрюм-река — Ибрагим-оглы
- 1969 — Смерть филателиста — Отар Перадзе, коллега Касрадзе
- 1969 — Десница великого мастера — Рожден
- 1970 — Чёртова дюжина — Мансур
- 1971 — Тепло твоих рук
- 1971 — Сказание о Рустаме — Тус
- 1971 — Рустам и Сухраб — Афрасиаб
- 1971 — Море нашей надежды — Гиви Вахтангович Махарадзе
- 1972 — Чари-рама — Диомид
- 1972 — Саженцы — мужчина на поминках
- 1973 — Хаос — Ниасамидзе
- 1973 — Докер — начальник причала
- 1974 — Ночной визит — директор Дома быта
- 1974 — Одной жизни мало — бай
- 1974 — Северный вариант — Курбан-ага
- 1975 — Капитан Немо — Байджу
- 1975 — Воздушный мост — Ираклий
- 1975 — Свет погасших костров— Алп Аруз
- 1975 — Назначаешься внучкой— дядя Катверидзе
- 1975 — Весна двадцать девятого  — нарком
- 1976 — Волшебный круг — директор цирка
- 1978 — Комедия ошибок — купец
- 1978 — Артем — Гурам
- 1978 — Кваркваре — полковник
- 1979 — Вижу цель — Арчил Максимович Асланов
- 1979 — Человек меняет кожу — Табукашвили
- 1980 — Дом на Лесной — Каландадзе
- 1980 — Петля Ориона — Старик (инопланетянин)
- 1980 — Овод — Ректор семинарии Карди
- 1981 — Для любителей решать кроссворды — начальник исправительного учреждения
- 1981 — Берегите женщин — Гиви Максимович Айвазов, зам начальника портофлота
- 1982 — Кукарача — Давид
- 1982 — Таран — Зурико
- 1982 — Переворот по инструкции 107
- 1983 — Клятвенная запись — Оман Чолокашвили
- 1983 — День длиннее ночи — горожанин
- 1984 — Груз без маркировки — капитан иностранного судна
- 1984 — Легенда о Сурамской крепости — придворный князя
- 1985 — Искушение Дон-Жуана — король
- 1986 — Арена неистовых — Чинизелли
- 1986 — Секретный фарватер — капитан парохода на Аракаре
- 1987 — Бабушка для всех — дедушка участника танцевального ансамбля
- 1991 — Повод — Илиади
- 1991 — Цареубийца — генерал
- 1992 — В той области небес… — заместитель генерального конструктора
- 1996 — Тысяча и один рецепт влюблённого кулинара — метрдотель
- 1998 — Здесь наступает рассвет
- 2001 — Антимоз из Иверии — Сулхан-Саба Орбелиани

## Награды
- 1943 — Медаль «За боевые заслуги»[1].
- 1969 — Заслуженный артист Грузинской ССР.
- 1982 — Народный артист Грузинской ССР
- 1985 — Орден Отечественной войны I степени.
- 2000 — Орден Чести[2].

## Семья
- Супруга Лаура Яшвили (музыкант)
- Сыновья: Отар, Мамука, Константин.
- Внуки: Анна, Гиви, Вера, Нино.